# توماس موزر
توماس موسر (بالألمانية: Thomas Moser)‏ هو موسيقي ومغني أوبرا ومغني نمساوي، ولد في 27 مايو 1945 في ريتشموند في الولايات المتحدة.

## وصلات خارجية
- توماس موزر على موقع ميوزك برينز (الإنجليزية)
- توماس موزر على موقع أول ميوزيك (الإنجليزية)
- توماس موزر على موقع ديسكوغز (الإنجليزية)